# Микитівка (станція)
Ста́нція Мики́тівка — головна залізнична станція міста Горлівка, у центрі Донецького вугільного басейну, на перетині чотирьох ліній Лиман — Микитівка, Слов'янськ — Горлівка, Микитівка — Попасна та Микитівка — Байрак.

## Загальна інформація
Довга одноповерхова споруда жовтого кольору. На фасаді меморіальні таблички, які сповіщають, що тут «вперше в Росії» були закладені лісозахисні смуги, працював робочим великий пролетарський письменник Максим Горький, а робітники станції взяли активну участь в революції 1905 року. Привокзальна площа з купою акацій посередині непомітно переходить в безладне скупчення кіосків, автобусних та тролейбусних зупинок, а потім в невеликий базар, завжди повний народу. За базаром розташоване Бахмутське шосе, яке відділяє станцію від селища — масиву хаток з вишневими і абрикосовими садками. Серед хаток і садочків місцями височіють горілі конуси відвалів вугільних шахт, промислові будівлі, огороджені довгими сірими парканами і поєднані між собою залізничними коліями.
По другий бік залізниці, на якій знаходиться станція Микитівка, розташоване селище Соціалістичне. Тут будинки більші, дво- та триповерхові, що  утворюють квартали, які поділені асфальтовими, у вибоїнах, вулицями.
Нещодавно фасад будівлі було перефарбовано в світло-рожевий колір.
Станція має 4 основні пасажирські платформи та додаткову № 29. Остання використовується для посадки на дизель Микитівка — Попасна.

## Історія
Зимівники та хутори, що були розташовані на річці Бахмутка, в урочищі Жований ліс та в балках Сухий і Житній Яри, стали основою села Зайцеве. У 1778 році за розпорядженням уряду сюди прибули переселені сім'ї з Чернігівської та Полтавської губерній, а також групи молдаван та валахів, що раніше мешкали вздовж річки Соленій. Серед переселенців виявився діяльний селянин Дев'ятилов Микита Якович, який багато зробив для розвитку села. Було сплановано декілька вулиць, збудовано парафіяльну школу, хату для сходин, будинок для літніх людей. На честь Микити Дев'ятилова південній частині села Зайцеве надано ім'я Микитівка.
З розвитком вугільної промисловості у Донбасі виникла Курсько-Харково-Азовська залізниця і населений пункт Горлівка. Весною 1867 року на землях села Залізне почалися дослідницькі роботи, а 1868 року купець Самуїл Поляков отримав від уряду підряд на будівництво цієї залізниці.
У грудні 1868 року почалося укладання рейок, а вже у липні 1869 року розпочався рух поїздів від Курська до Харкова.
23 грудня 1869 (5 січня 1870) в урочистій обстановці з молебнями і оркестрами відбулося відкриття руху на ділянці Харків — Слов'янськ — Таганрог. Побудована за 20 місяців Курсько-Харково-Азовська лінія була досить великою за масштабами того часу.
Вздовж усієї лінії будівельники звели десятки мостів через річки, уклали чимало залізних та кам'яних труб для відводу стічних вод, побудували 37 роздільних пунктів, 16 паровозних депо (у межах сучасної Донецької залізниці знаходилося 5 паровозних депо). Крім того, було побудовано чимало сторожових будинків і казарм для працівників, а також залізничних переїздів, гідротехнічних споруд, пакгаузів тощо. У Микитівці депо було розраховане на прийом 2 паровозів.
Донецький вугільний басейн вимагав подальшого розвитку транспортної мережі. У травні 1873 року, через рік після пуску другої — Костянтинівської залізниці Міністерство шляхів сполучення Російської імперії розробило великий план будівництва нових залізниць у цьому регіоні. План був у цілому ухвалений на урядовому рівні, і після тривалих суперечок, 22 квітня 1875 року прийнято рішення про будівництво Донецької кам'яновугільної залізниці.
У першу чергу планувалося побудувати лінію Звєрєво — Кринична і сполучити її з Курсько-Харково-Азовською магістраллю на станції Микитівка.
1 грудня 1878 року відкрито рух на лініях завдовжки 389 верст, які віялом розходилися від станції Дебальцеве до Микитівки та інших станцій.

Станція Микитівка
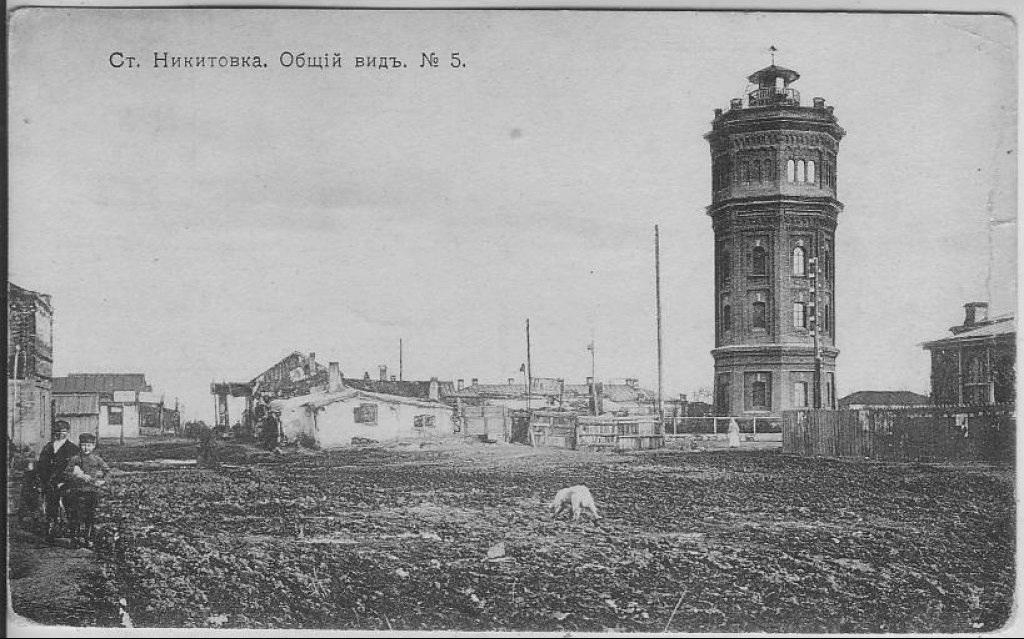
Микитівка дореволюційна. Станція Курсько-Харково-Азовської магістралі
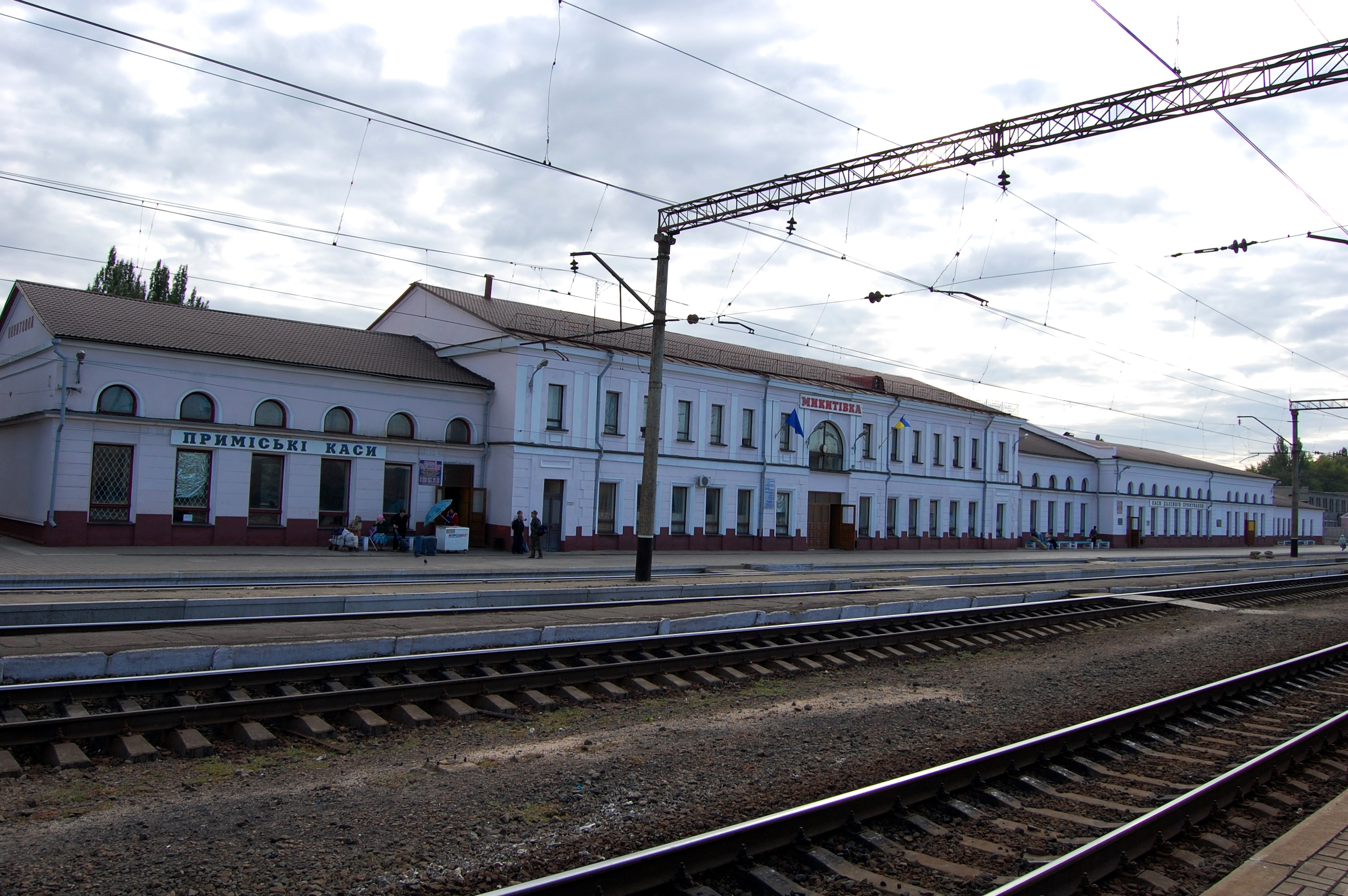
Загальний вигляд станції
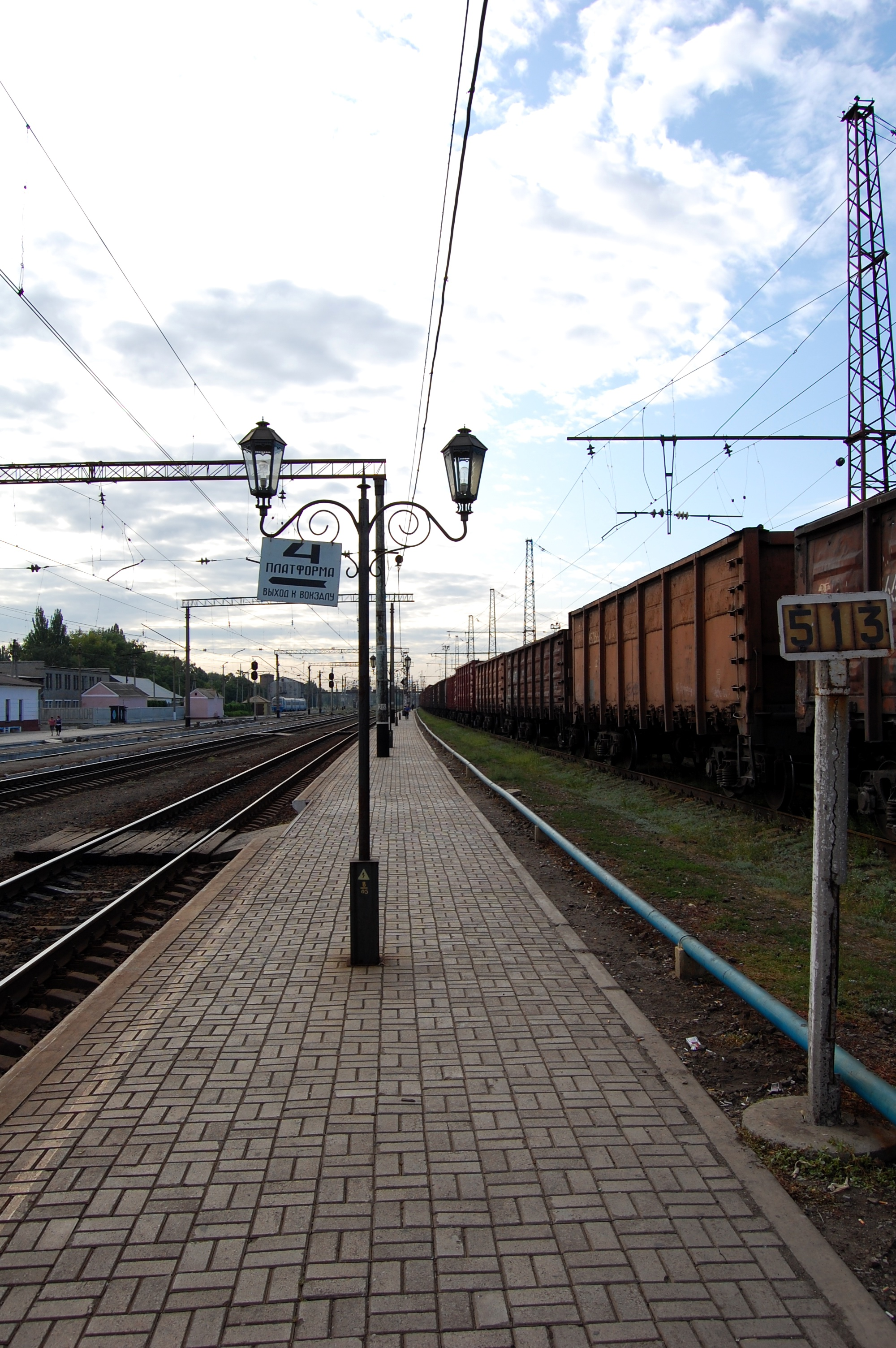
Платформа
Вокзал

## Захисні смуги
Залізниця пролягла в південних степових районах із примхливою і мінливою зимою. Невеликі морози найчастіше супроводжуються рясними снігопадами. Така погода могла повністю заблокувати рух на кілька днів, що в свою чергу затримувало відправку вугілля і спричиняло великі збитки для залізниці.
На той час для захисту від снігу застосовувалися лише переносні дерев'яні щити, але належного результату вони не давали. По-перше, на їх виготовлення йшло багато деревини. По-друге, для їх утримання і перенесення були потрібні додаткові робочі руки. Виникла необхідність вживати ефективніших заходів.
Флорист Микола Срединський ((1843—1907)) вирішив розробити технологію «живого зеленого захисту» як найефективнішого засобу боротьби з заметами. Щоправда, його ідею зустріли з певним скепсисом. Ботанік почав підготовчу роботу поблизу станції Микитівка, де почав вирощувати необхідний садовий матеріал. Перша лісова посадка зайняла невелику площу. Садівний матеріал було вирощено у Великоанадольському лісництві. Насадження робилися, в основному, в сім рядків і в окремих випадках, де дозволяла смуга підводу, вони доходили до 30 рядків. Але досвід роботи перших невеликих ланок із лісопосадками вздовж лінії колії в зимовий період дав блискучі результати. Метод Миколи Срединського переміг. У наступні роки снігозахисні лісосмуги набули поширення майже по всіх залізницях.

## Освіта
У 1895 році при станції Микитівка було відкрито школу грамотності, яку 1896 року переобладнано в початкове народне училище, а з 1898 року перепрофільовано в Микитівське однокласне міністерське залізничне училище із трирічним терміном навчання. В цьому закладі викладали два вчителі, які навчали 29 хлопчиків та 28 дівчаток. Вибулих учнів — троє.
На початку 1905 року Микитівське училище стало двокласним. У початкових народних і однокласному, так званому міністерському училищах навчання тривало три роки. Учні вивчали російську мову, закон Божий, арифметику, правописання і церковний спів. Мета двокласного училища — дати учням ґрунтовнішу, наближену до розуміння, неповну середню освіту. Термін навчання складав — 5-6 років, залежно від профілю. Крім основних предметів, у початкових народних і однокласних училищах вивчали історію, географію, гімнастику, була ручна праця (для хлопчиків) і рукоділля для дівчаток. Училища були чоловічі, жіночі або змішані, де навчалися разом хлопчики віком до 14 і дівчатка до 12 років, які під час уроків сиділи на різних лавах.
Офіційно початком навчального року було встановлено 1 вересня, а закінчення — 1 травня, але фактично він починався наприкінці жовтня, коли до кінця підходили осінні польові роботи, а закінчувався в квітні, коли знову починалися весняні польові роботи. Зубожіння батьків іноді не давало багатьом дітям можливості закінчити повний курс початкової школи.

## Меморіальні дошки та пам'ятник
На станції встановлено три меморіальні дошки та один пам'ятник:

Меморіальні дошки та пам'ятник
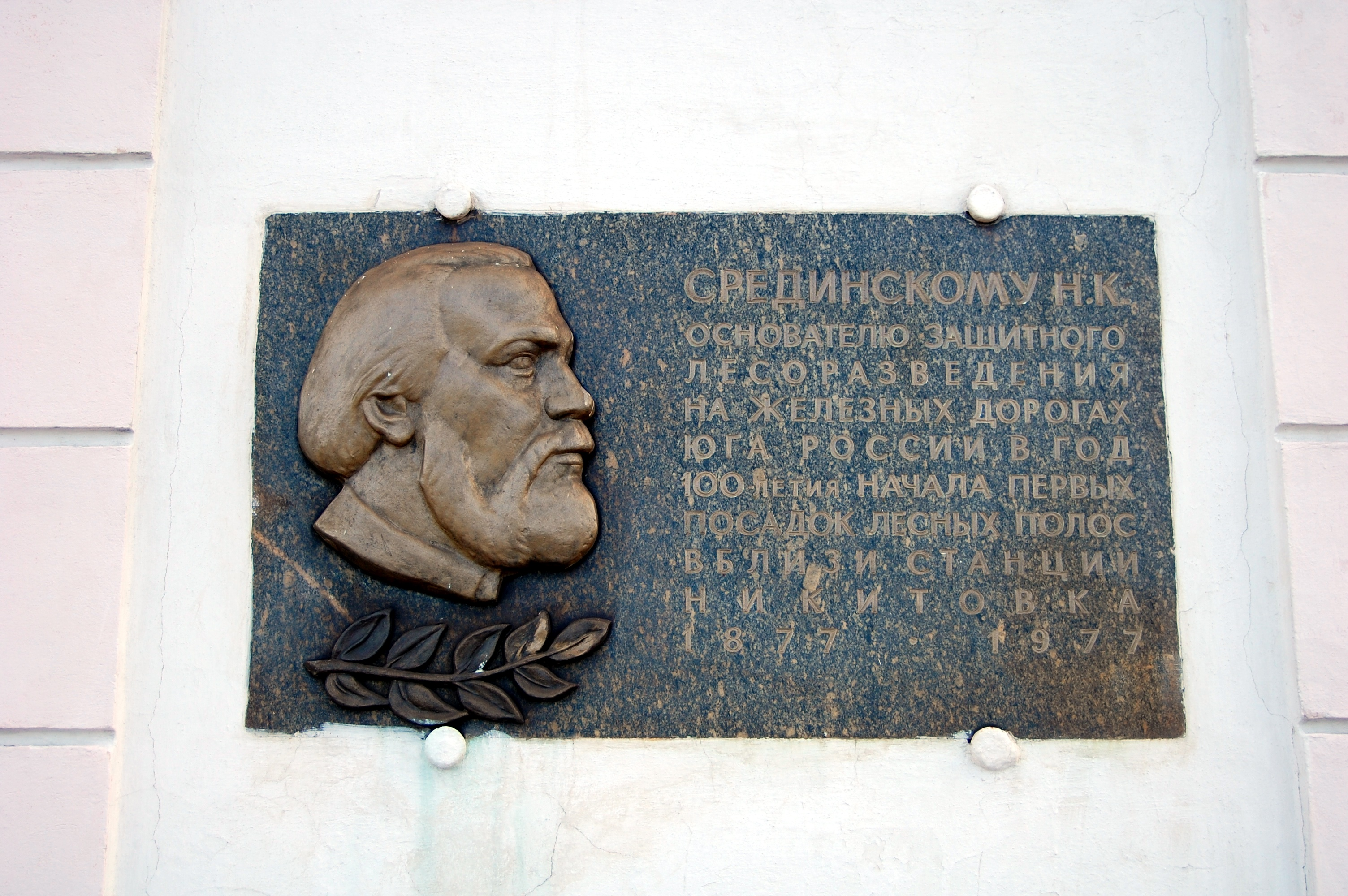
Меморіальна дошка М. Срединському
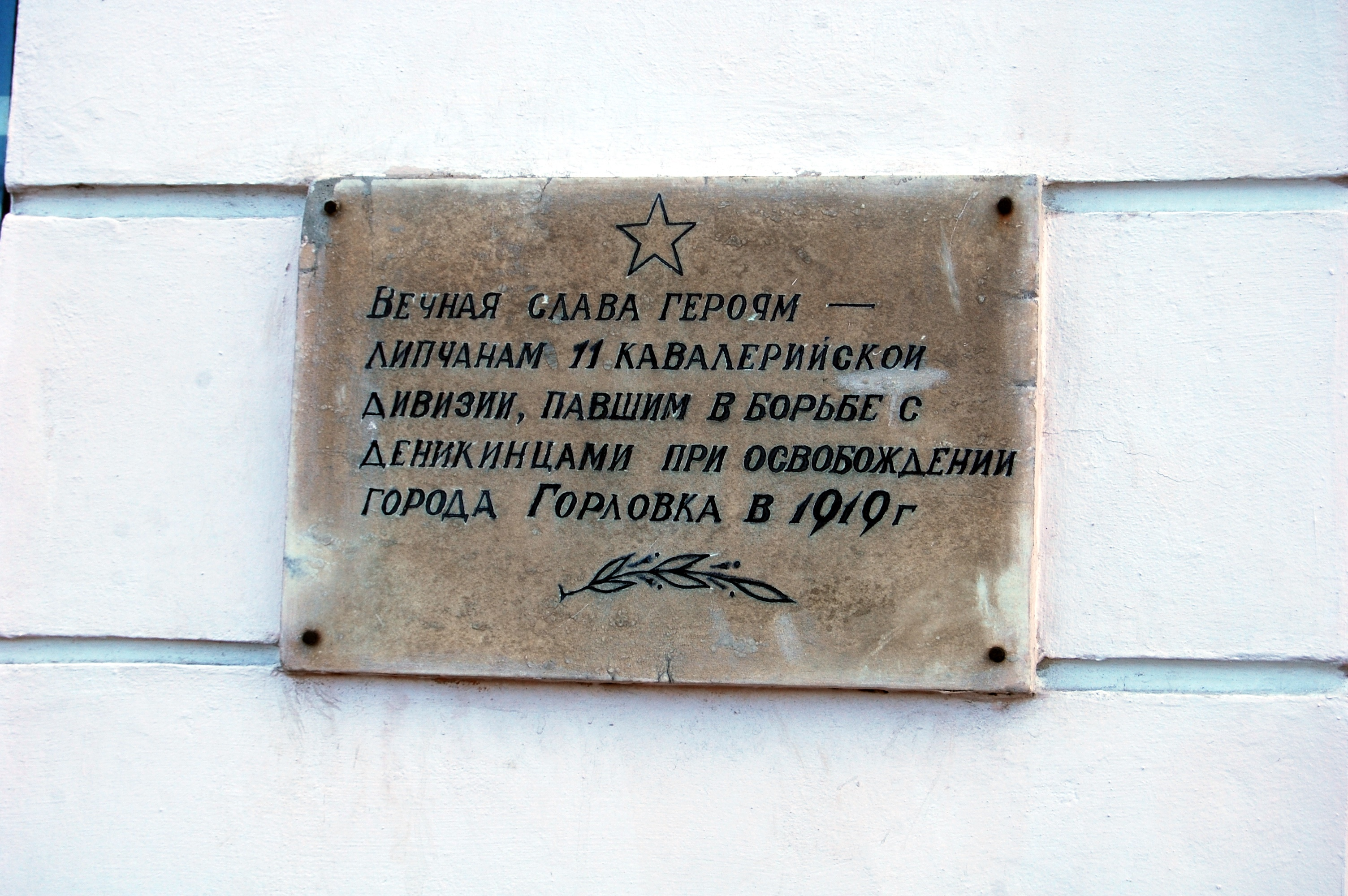
Меморіальна дошка бійцям 11-ї кавалерійської дивізії
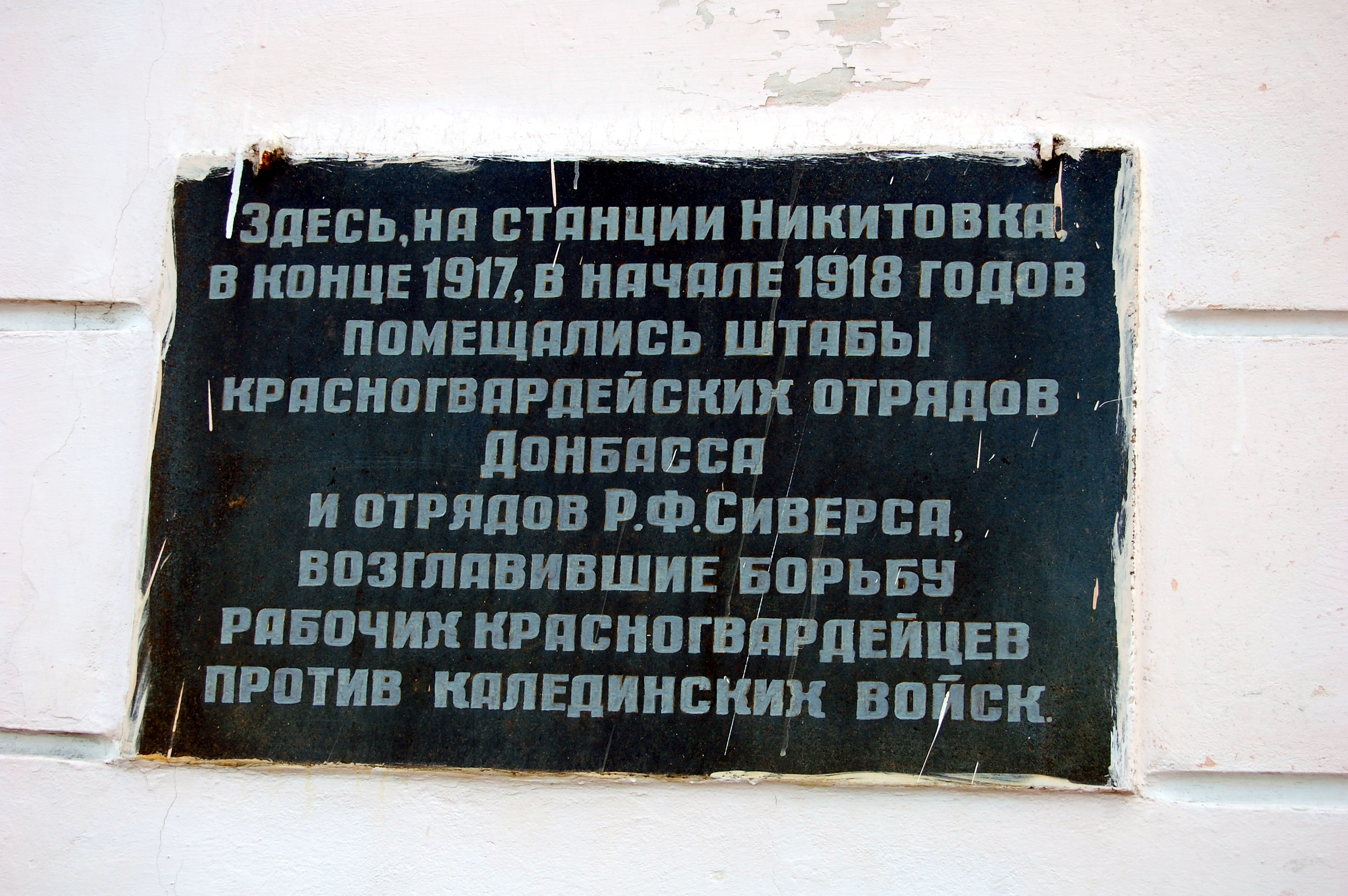
Меморіальна дошка про розміщення червоногвардійського штабу
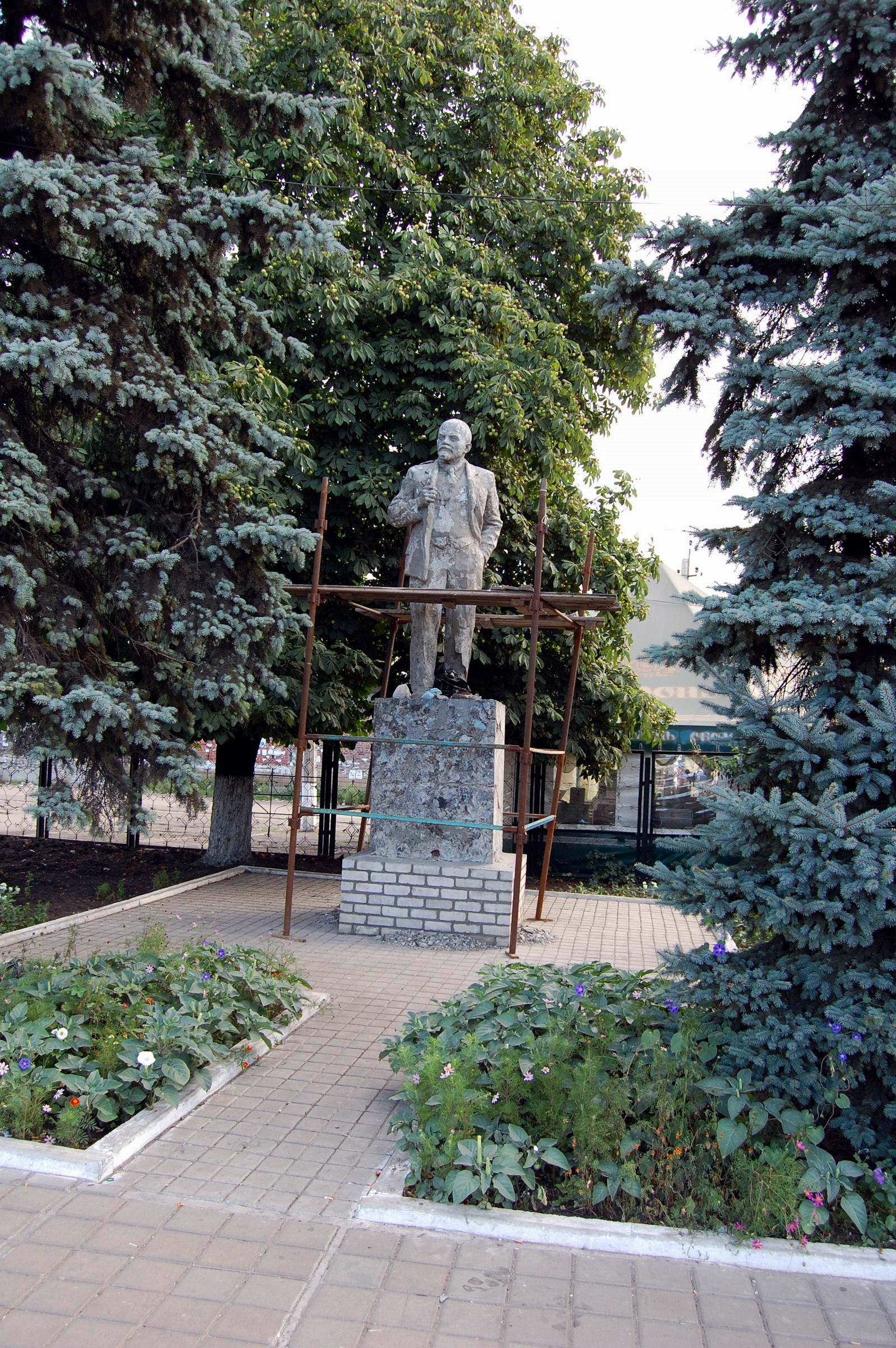
Пам'ятник Леніну

## Особистості
Відомі уодженці:
- Григор'єв Роман Григорович (1911—1972) — російський кінорежисер.
- Курбатов Іван Петрович (1919—1941) — лейтенант Червоної армії, Герой Радянського Союзу.
- Щербина Василь Васильович (1914—1942) — Герой Радянського Союзу.